# 魏敬益
魏敬益，字士友，元朝雄州容城（今安徽省容城县）人。
魏敬益性情至孝，为母居丧，哀痛过度骨瘦嶙峋。平素乐善好施，有大龄男女没有结婚，他出钱财为他们嫁娶；年景不好，老弱饥苦，熬粥给他们吃。魏敬益仅有田十六顷，一天对其子说：“自从我买了四庄村十顷田，全部村民都不能养活自己，我深为怜悯。现在将把田还给他们，你谨守余田，可不至于挨饿。”于是招呼四庄村民对他们说：“我买了你等的田业，使你等贫不聊生，有亲无以养，我非常不仁了，请将田归还你等。”大家听说，愕然不敢接受，强给他们，才接受而且上报有司。有司上报中书，请加旌表。丞相贺太平叹道：“世上竟有这样的人啊！”